# ジェンティール
ジェンティール（Jenteal、 1976年6月26日 - 2020年10月30日）は、アメリカ合衆国のポルノ女優。

## 経歴
カリフォルニア州北部に生まれ、ポルノ女優になるためロサンゼルス郡サンフェルナンド・バレーに転居する。
1994年に映画『NewFaces、Hot Bodies 15』でデビュー。この作品で、彼女は現役中最初で最後となるアナルセックスシーンに挑戦した。さまざまな制作会社で2年近く仕事をした後、1996年にヴィヴィッド・エンターテインメントと4年間の独占契約を結んだ。ヴィヴィッドでは、『Fashion Plate』（1996年）、『Heat』（1997年）、『Where the Boys Aren't 10』（1998年）、『Where the Boys Aren't 12』（2000年）などでレズビアンシーンを。『Jenteal Loves Rocco』（1997年）、『Riding Lessons』（1997年）などで異性愛のシーンを撮影した。
1999年、コメディ・セントラルの人気テレビ番組『The Man Show』に出演した。
2000年の結婚を期に引退を表明。
2001年にはジョン・ファヴロー監督・脚本・主演の一般映画『メイド』に出演した。
2018年、引退したポルノ従事者のその後の人生を取材するドキュメンタリー『After Porn Ends 3』に、多くのレジェンドたちと共に出演した。
近年はフィリピンに住み、2020年初めにはOnlyFansに登録し、自身の性的な写真や動画を投稿して成人向けコンテンツに復帰していた。

## 私生活
2000年にクリストファー・マイケル・カスティガーと結婚し、2001年に双子の子供を儲けたが、2005年に離婚した。

## 死去
2020年10月30日に44歳で死去。同年6月に足にタトゥーをいれた後、足に医学的問題を生じていた。手術を必要とする状況となったが、手術後に合併症で亡くなった。

## 出演作品
- ハードコア流出ＮＧ集
- オープン・ワイド
- ファースト・インパルス
- 蜘蛛女
- Ｕ．Ｓ．Ａ．ハレンチ倶楽部
- シークレット・ライフ
- 官能天国３／ＵＳＡハードコア・ヴィーナス
- 美肉狩り7
- 性戦
- 性感美容師
- 官能爆弾～Ｕ.Ｓ.けもの妻
- 監禁遊戯
- 桃尻ビーナス
- ミレニアム・セックス

## 受賞
- 1996年 AVNアワード Best All-Girl Sex Scene - Film - Borderline[7]
- 2021年 AVN殿堂顕彰[8]